# Miss International Guadeloupe
Miss International Guadeloupe (ou Miss Guadeloupe International) est un concours de beauté regional féminin réservé aux jeunes femmes de Guadeloupe. Ce concours est organisé par George Nandan et la chaîne de télévision RFO.
Selon un rituel bien rodé, les candidates défilent d'abord en costume créole puis en maillot de bain et se prêtent au jeu des questions-réponses. Miss International Guadeloupe est en concurrence avec le concours de Miss Guadeloupe. Miss Guadeloupe International permet de représenter l'île au niveau international.

## Élection de Miss Guadeloupe International 2007
L'élection de Miss Guadeloupe 2007 marqua un tournant dans l'histoire du concours car elle fut télévisée. Dix candidates furent sélectionnées pour la finale. L'élection se déroulait le 6 juillet 2007 aux Centre des Arts et de la Culture de Pointe à Pitre et était présentée par deux journalistes guadeloupéens, Dominique Mirval et Jean Marc Thibaudier. Rfo couvrait l'événement. Les candidates débutèrent en costume créole puis défilèrent en maillot de bain et enfin en robe de soirée. Elles s'exprimèrent en anglais et la question posée était « What's your professional projet ?». Finalement la 4e Dauphine fut Virginie Molia de Basse-Terre. Elle représenta la Guadeloupe à Miss Earth 2007 aux Philippines. La 3e Dauphine, Maricka Pavie représenta la Guadeloupe à Top Model of the world en Égypte. La deuxième Dauphine, Ann Love Viranin représenta la Guadeloupe à Miss international 2007 au Japon.

## Palmarès général
| Année | Nom          | Concours                      | Résultats    |
| ----- | ------------ | ----------------------------- | ------------ |
| 2010  | Agnès Rogers | Miss Black Soul International | Gagnante     |
| 2010  | Maité Elso   | Miss Global International     | 26 septembre |

En 2019 Noémie Milnes est désignée Miss International Guadeloupe.
En 2021 Danitzia Logis est élue Miss Guadeloupe International.
En 2022 Judith Brumant Lachoua est élue par le comité de Miss International pour représenter la Guadeloupe au concours Miss Monde.